# Ga Đoan Thượng
Ga Đoan Thượng là một nhà ga xe lửa tại huyện Hạ Hòa, tỉnh Phú Thọ. Nhà ga là một điểm của đường sắt Hà Nội - Lào Cai và nối với ga Ấm Thượng với ga Văn Phú.